# Noubas
Pour les articles homonymes, voir Nouba.
Les Noubas vivent dans les monts Nouba du Kordofan du Sud, au Soudan.
Leur nombre, évalué par le gouvernement soudanais en 2003, est d'environ 2 millions de personnes, mais les estimations varient beaucoup.
Au XXIe siècle, ils sont organisés en petites communautés indépendantes, pratiquent majoritairement une religion traditionnelle locale et voisinent avec des tribus nomades arabes, les Baggara.

## Galerie

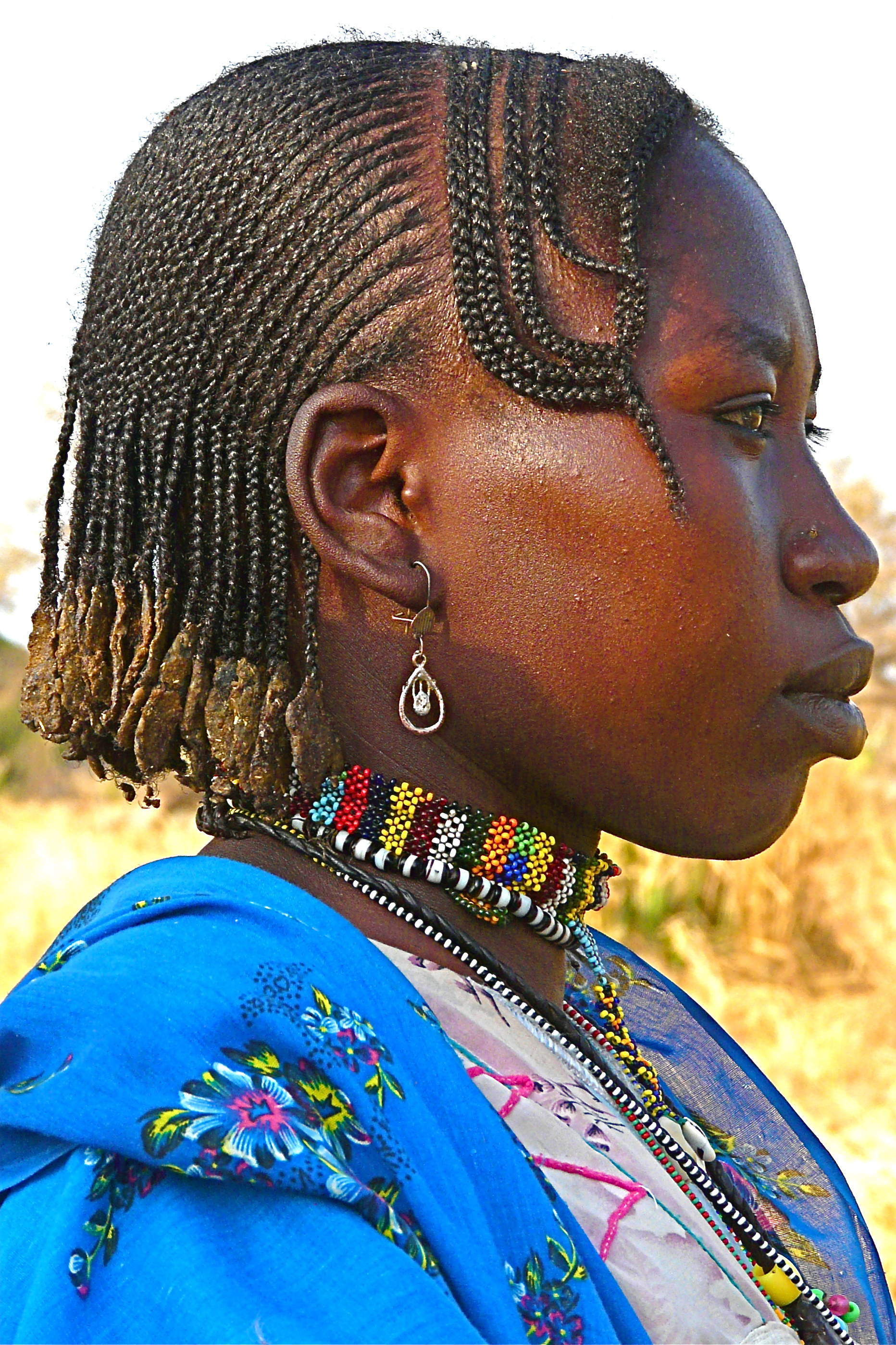
Femme de Kau
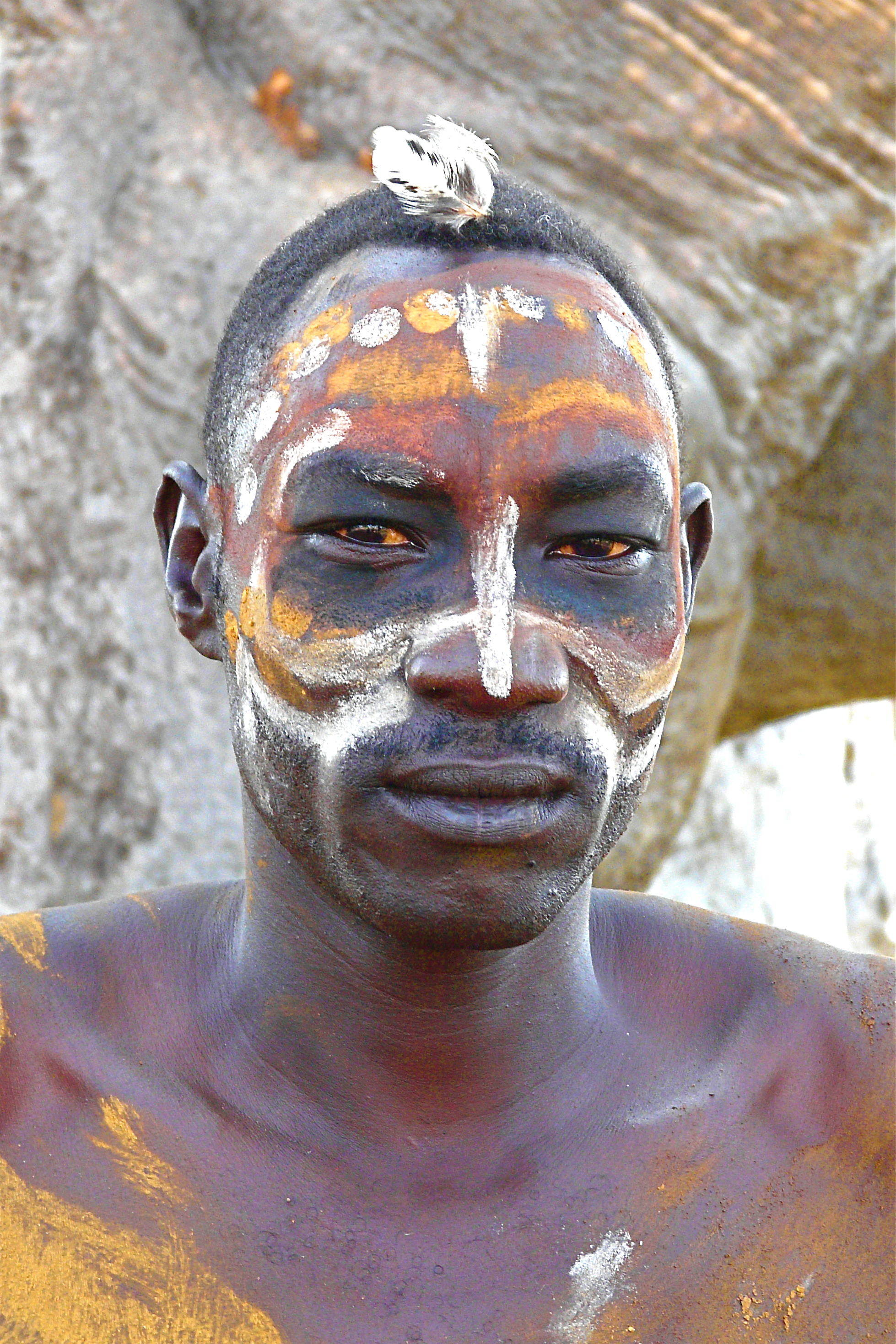
Homme portant une peinture corporelle.
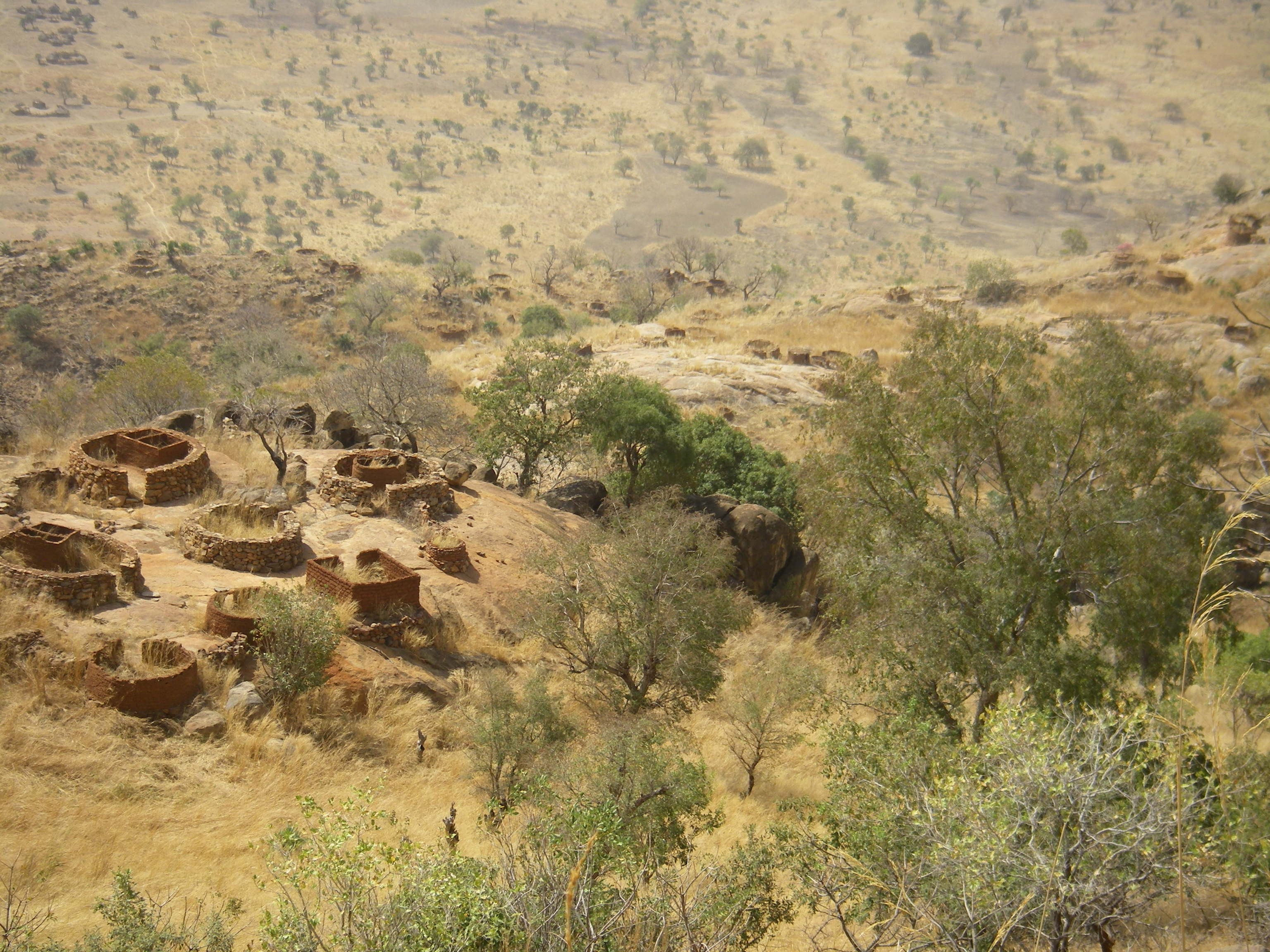
Village abandonné
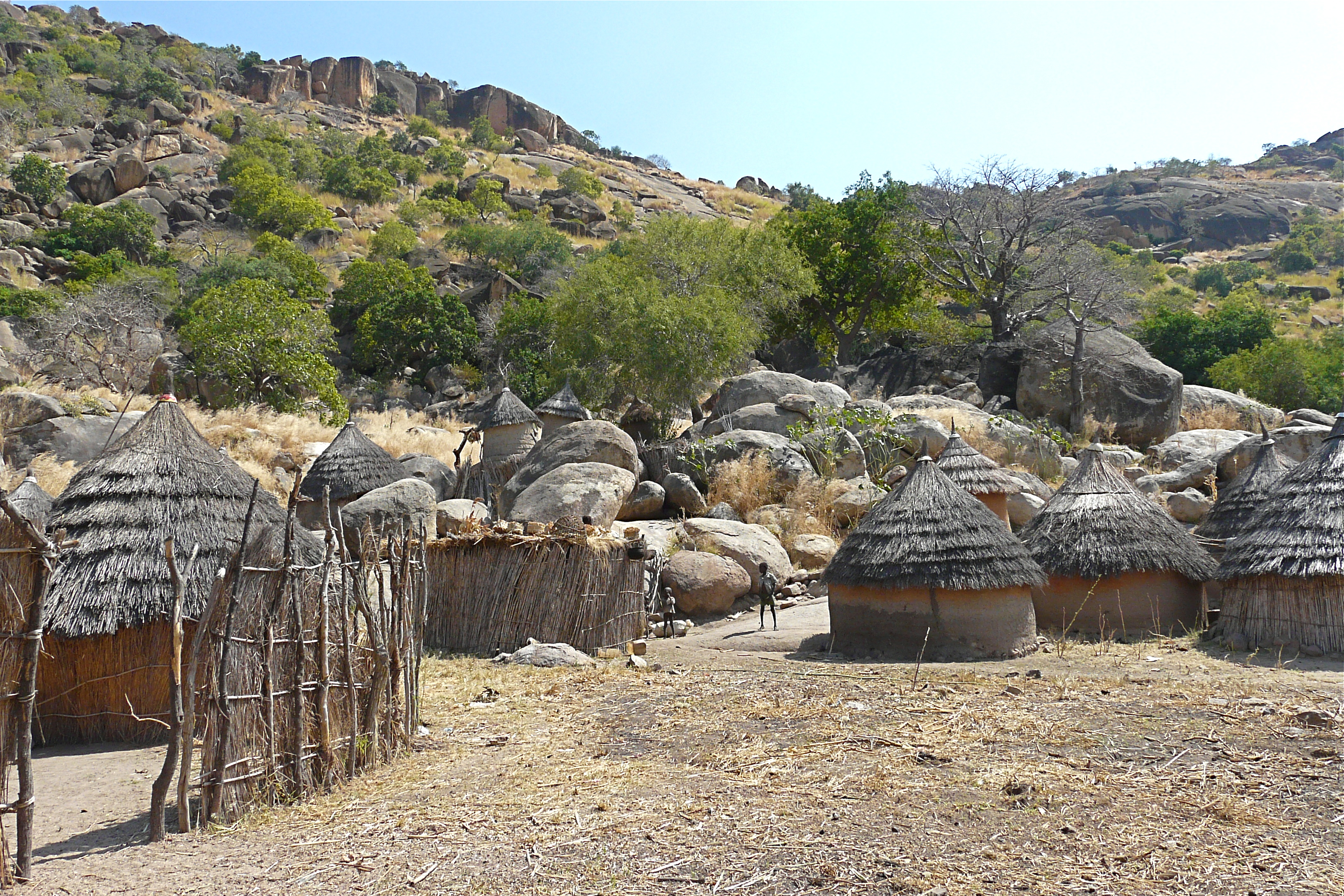
Village dans les Monts Nouba

## Histoire

### XIXesiècle
Au XIXe siècle, ils sont victimes des esclavagistes arabes.

### XXesiècle
La seconde guerre civile soudanaise s'étend aux monts Nouba au début des années 1990.
Une branche du mouvement rebelle du Soudan du Sud, le SPLM, est alors active dans les monts Nouba.
La population y subit en effet, comme au Sud, islamisation forcées, avec notamment l'imposition de la charia.
Le gouvernement d'Omar el-Bechir utilise alors les populations arabes de la zone comme supplétifs contre les Noubas.

### XXIesiècle
Après l'indépendance du Soudan du Sud en 2011, un mouvement nouba réclame l'accès aux terres et à l'eau, et un meilleur partage des bénéfices pétroliers. Le gouvernement de Khartoum répond à cette « rébellion » par une répression accrue : les bombardements aériens causent la mort de plusieurs centaines de personnes et la fuite d'un demi-million d'autres.

## Langues
La plupart des Noubas parlent une des langues kordofaniennes (du groupe niger-congolais), et certains parlent des langues nilo-sahariennes. L'arabe soudanais sert de langue vernaculaire.

## Représentations des Noubas
- Entre 1962 et 1977, Leni Riefenstahl passe plusieurs années dans les monts Nouba. Elle publie plusieurs livres de photographies[5].
- Ousmane Sow s'est inspiré de ce travail pour réaliser une série de sculptures consacrée aux Noubas.
- Dans le tome 10, La Pyramide noire, de sa série de bande dessinée Papyrus, Lucien De Gieter met en scène les Noubas.

### Filmographie
- Les Nubas de Fungor, documentaire d'Étienne et Patricia Verhaegen, 1978, 44 min
- (en) Kafi's Story, documentaire d'Arthur Howes, The Royal Anthropological Institute, Londres, 1989, 53 min (DVD)
- (en) Nuba Conversation, documentaire d'Arthur Howes, The Royal Anthropological Institute, Londres, 1999, 53 min (DVD)